# Catedral de Canàries
La catedral de Canàries, Santa Església Catedral-Basílica de Canàries o catedral Basílica de Santa Anna és una catedral, seu de la Diòcesi de Canàries de l'Església Catòlica Apostòlica Romana, que està situada en el nucli històric de la ciutat de Las Palmas de Gran Canaria, al barri de Vegueta, al costat de la plaça Major de Santa Anna de Las Palmas de Gran Canaria.
És la seu de la diòcesi de Canàries i cada 26 de novembre se celebra la festa de la dedicació d'aquesta catedral. És considerada com el monument més important de l'arquitectura religiosa canària. Malgrat el seu nom no és l'única catedral de les Illes Canàries, ja que a Tenerife es troba la Catedral de La Laguna.

## Història

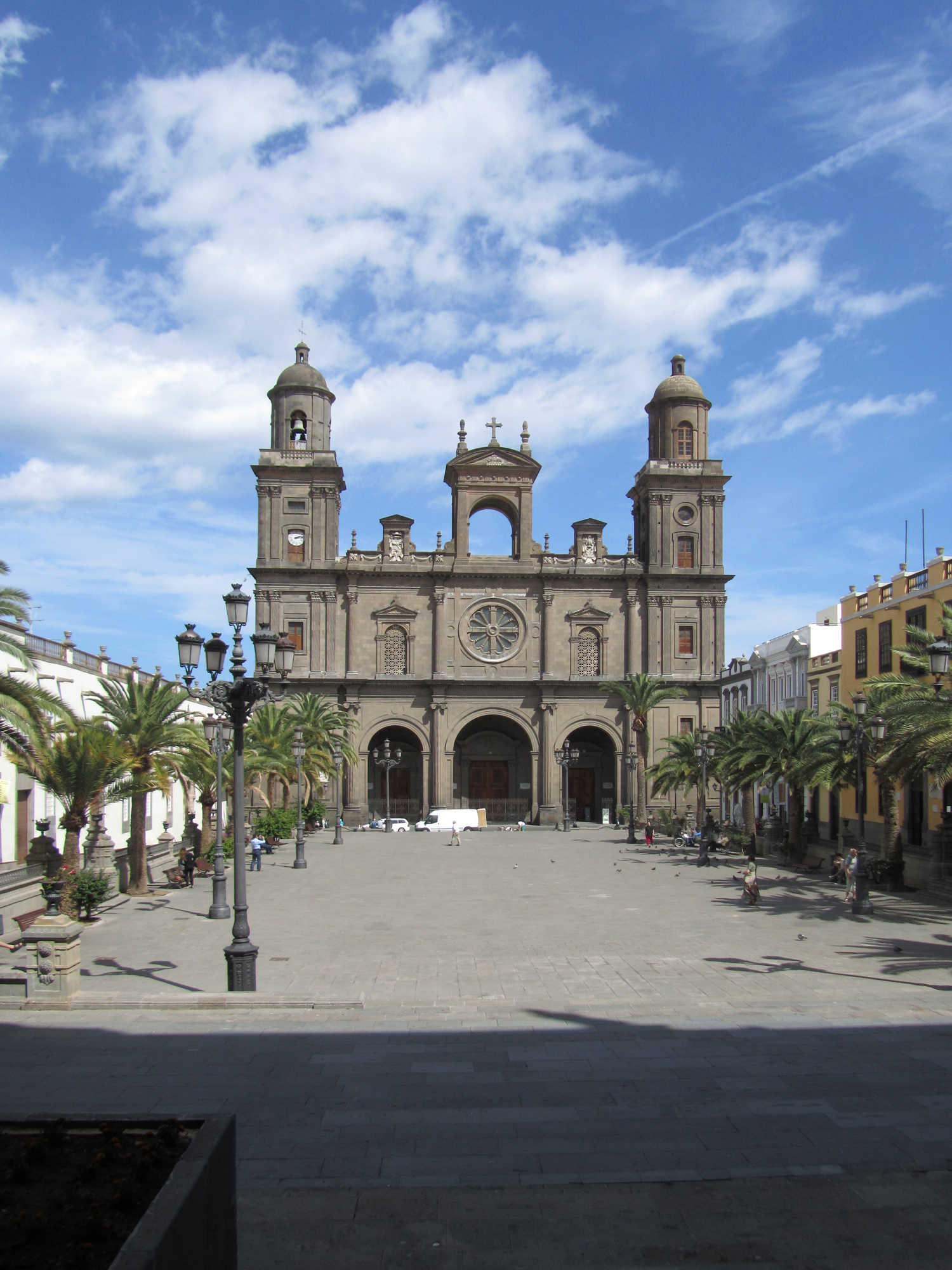
Vista de catedral de Canàries.

El 20 d'abril de 1487, els Reis Catòlics manifesten el seu desig de construir una església catedral en Gran Canària per a acomplir el mandat del Papa, mandat que prové de la sol·licitud de Fernando Calvetos a Eugeni IV l'any 1435 perquè el bisbe de Rubicón passés a l'illa de Gran Canària.
Va començar a construir-se cap a 1497 per mandat dels mateixos Reis; no obstant això, per falta de fons es van haver de paralitzar les obres en 1570. La llarga història del temple fa que en ell es combinin estils tan diferents com el Gòtic tardà del seu interior i el Neoclàssic de l'exterior. La seva façana és l'element més característic. La catedral va tenir dues grans fases constructives, una des de l'any 1497 fins a 1570 i l'altra des de 1781 fins a l'actualitat.
La Catedral de Las Palmas va ser l'única catedral a les Illes Canàries fins a 1819, quan es va fundar la Diócesis de San Cristóbal de La Laguna (també anomenada Diòcesi de Tenerife) amb seu a la Catedral de La Laguna, amb jurisdicció per a les illes de la província de Santa Cruz de Tenerife.
El 1974, la catedral de Santa Anna va ser declarada monument històric-artístic de caràcter nacional.
Va romandre tancada al culte a causa d'una restauració des de 1996, obrint-se al culte l'any 1998. Durant aquest temps la seu provicional de la catedral va ser traslladada a la propera església dels Jesuïtes, dedicada a San Francisco de Borja.
En el seu interior alberga diverses obres d'art, entre les quals caldria destacar el Crist de Luján Pérez, que presideix la sala capitular, així com la talla de la Verge dels Dolors de Luján. En el museu Diocesà d'Art Sacre de Las Palmas de Gran Canària, instal·lat en una de les sales que donen al Pati dels tarongers, poden contemplar-se part d'aquestes obres.
En la posterior de la catedral, entre la plaça del Pilar Nou i el carreró que porta a l'ermita de Sant Antoni Abad de Las Palmas de Gran Canària, es troba la Casa de Colón, creada a partir d'un conjunt d'edificis entre els quals estava l'antiga residència del governador, on es creu estigués Cristòfor Colom durant la seva estada en Gran Canària i on s'exposen objectes relacionats amb el seu pas per les illes, així com amb la història de la ciutat i dels pobles coneguts fins llavors a Amèrica.

### Precedent: el bisbat del Rubicón
- El 27 de gener de 1419 és nomenat pel papa Martí V Juan Le Verrier, coadjutor del bisbe fra Mendo de Viedma, dean del Rubicón.
- El 15 de febrer de 1431, el papa Eugeni IV, autoritza a Fernando Calvetos a reconstituir el cabildo del Rubicón.
- El 23 de març de 1437, Francisco de Moya, fa ús de la butlla papal d'Eugeni IV i nomena a fra Pedro Días de Montemayor canonge major del Rubicón.

### Bisbat de Canàries
El 25 d'agost de 1435 per autorització d'Eugeni IV, va ser traslladat el bisbat del Rubicón a l'illa de Gran Canària, en el qual, per mandat digne va manar que el temple consagrat de la diòcesi de Canàries s'anomenés d'ara endavant i per sempre: Catedral de les Yslas Canarias, com escrivís Viera y Clavijo.

### Dades històriques

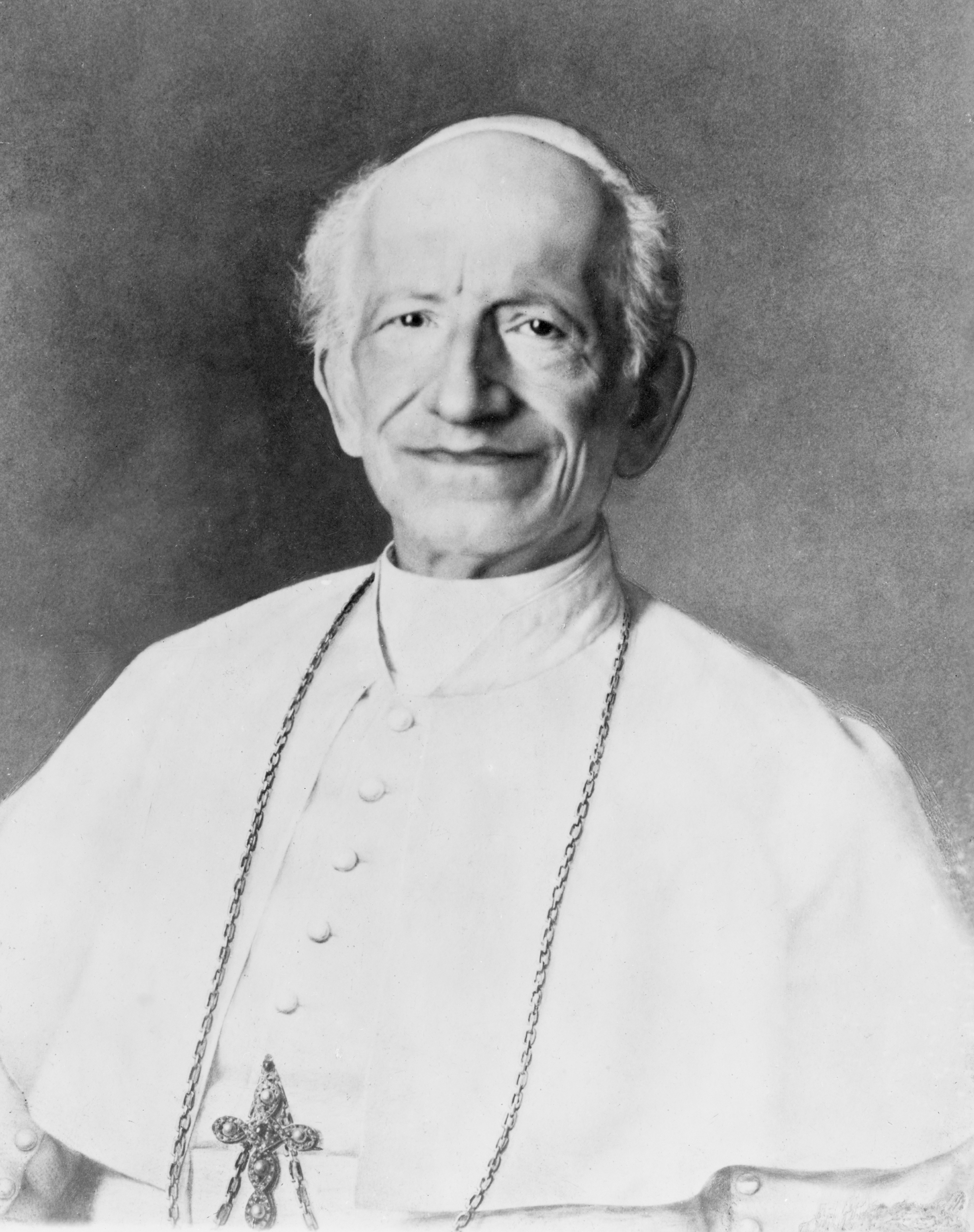
Lleó XIII, qui la va declarar Basilicae Canariensis "Ad perpetuam rei memoriam".

- Va ser nomenada basílica de Canàries (Basilicae Canariensis), pel papa Lleó XIII Ad perpetuam rei memoriam l'any 1894, sent bisbe de Canàries Fra Cueto i Díez de la Maza.
- Va ser agregada a l'arxibasílica de Sant Joan de Letrán en Roma pel papa Pius IX, sent bisbe de Canàries Joaquín Lluch de Garriga, l'any 1863.
- Està declarada Monument Històric-Artístic Nacional.
- Aquest temple va ser el primer en l'arxipèlag canari a rebre el títol de basílica, l'any 1894, per butlla papal.
- El 28 d'octubre de 1934, el cardenal Eugenio María Giovanni Pacelli, futur papa Pius XII va visitar la catedral.
- La patrona de la ciutat de Las Palmas de Gran Canaria és Santa Anna, sent també la patrona de l'illa de Gran Canària, ja que des de la conquesta de l'illa la hi ha tingut com a patrona i intercessora.[10]
- En l'actualitat, en ser una de les dues catedrals canàries, la catedral de Santa Anna és també considerada el principal edifici de culte catòlic de Canàries al costat de la Catedral de San Cristóbal de La Laguna en Tenerife.

## Cabildo catedral de Canàries
El cabildo catedral és un grup de sacerdots -canonges-, la funció de la qual és la recitació de l'ofici públic de l'Església. Està encapçalat per la figura del dean; l'hàbit dels canonges d'aquesta catedral es compon de sotana negra, fají morat, roquet amb vius carmesís, muceta negra oberta amb voltes i botons carmesís, i bonet negre amb borla verda; a l'hivern substitueixen la muceta per capa coral negra amb voltes habitades, i capirot negre amb folres de vellut vermell.
El bisbe actual de la diòcesi és Francisco Cases Andreu.

## Descripció de la catedral

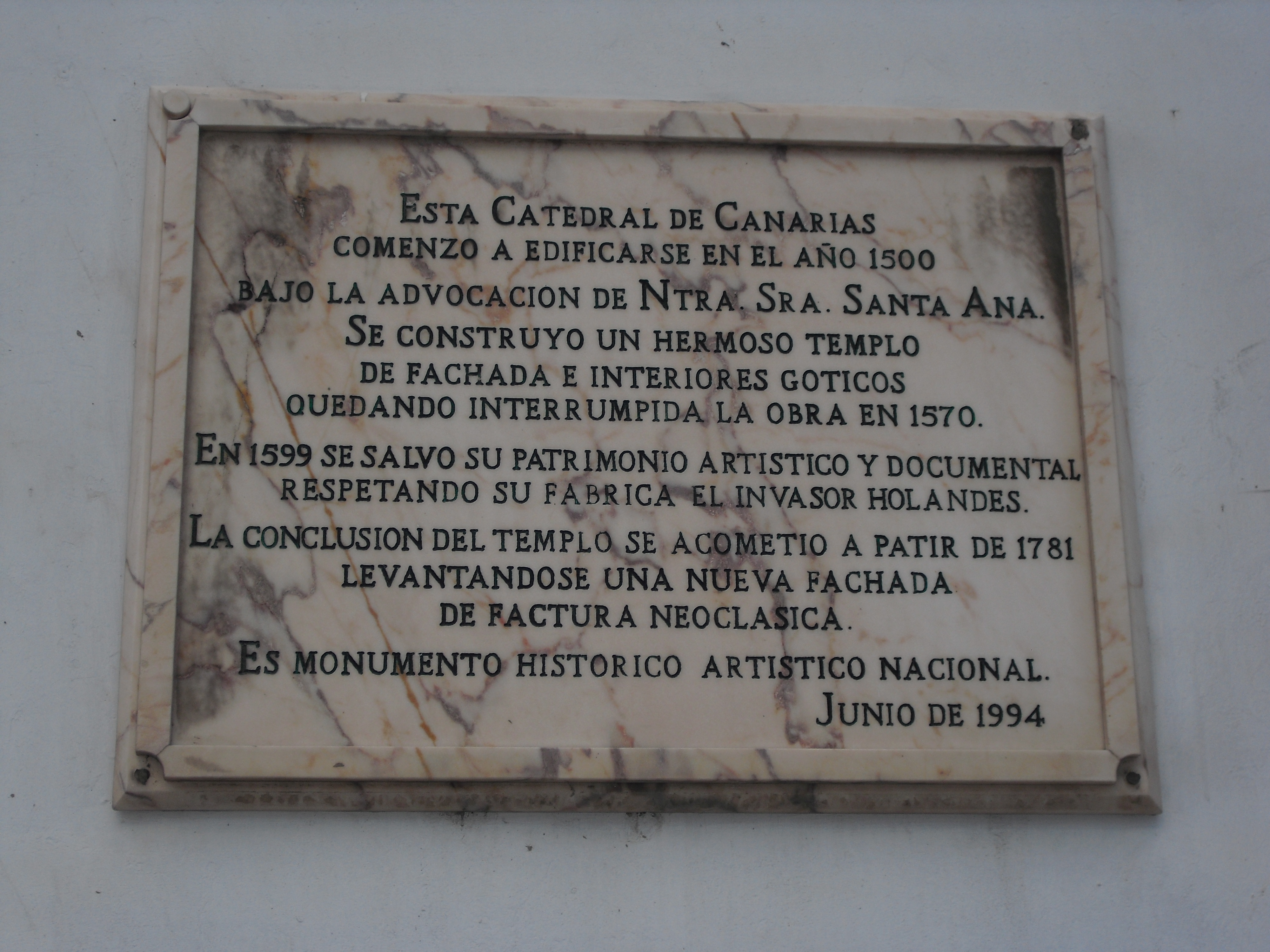
Làpida que es troba a l'entorn de la catedral de Canàries.

La façana de la catedral és d'estil Neoclàssic. L'edifici consta de tres naus, sent la del centre la més ampla i les laterals, al seu torn, vorejades per tretze capelles independents.
El temple té planta de creu llatina amb creuer no gaire sortint, coronat per un cimbori. L'altar major està presidit per la imatge titular de la catedral i patrona de la ciutat, Santa Anna, obra de José de Armas Medina, tallada l'any 1944.
El material utilitzat per a la construcció de l'edifici és la pedreria blava procedent de les pedreres de Sant Llorenç, que s'utilitza per als arcs, nervis de la coberta i suports, amb el color gris que la caracteritza.
A les zones on predomina la pedreria destaquen sobre el fons blanc del guix dels murs o draps de les cobertes. Aquestes són de poc gruix, realitzades amb material volcànic -pumicita-, molt porosa, lleugera i de poc gruix.
El mur, realitzat amb maçoneria, apareix articulat en dos nivells amb petites obertures i finestrals sobre els arcs formerers de les capelles laterals.
Les finestres estan concebudes com a buits en el mur i no com a amplis finestrals.
S'aprecien dos tipus de suports: d'una banda, columnes exemptes, deu en total, que separen les naus laterals, i amb forma cilíndrica. L'altre grup de suports discontinus ho formen la vintena de pilars adossats als murs laterals. Són creuciformes, amb capitells correguts. Apareixen pilastres d'ordre clàssic a l'interior de les naus i columnes renaixentistes, embegudes d'ordre corinti en la capella de Santa Teresa de Jesús.
Els arcs de les capelles laterals són apuntats. Els de les voltes apareixen rebaixats i van perdent el seu apuntament gòtic. Les cobertes estan realitzades amb voltes de creueria en les naus centrals i laterals.
El cimbori situat en el creuer i que dona pas a la capella major, té un tambor amb finestrals, cúpula i llanterna. Els boterells presenten menor desenvolupament a causa que no compleixen la seva funció de descàrrega en les naus laterals. Les naus són de la mateixa alçada -planta de saló-.
Els nervis de les voltes, amb línies semicirculars, s'obren a manera de palmeres en la part superior dels suports.

## Capelles de la catedral

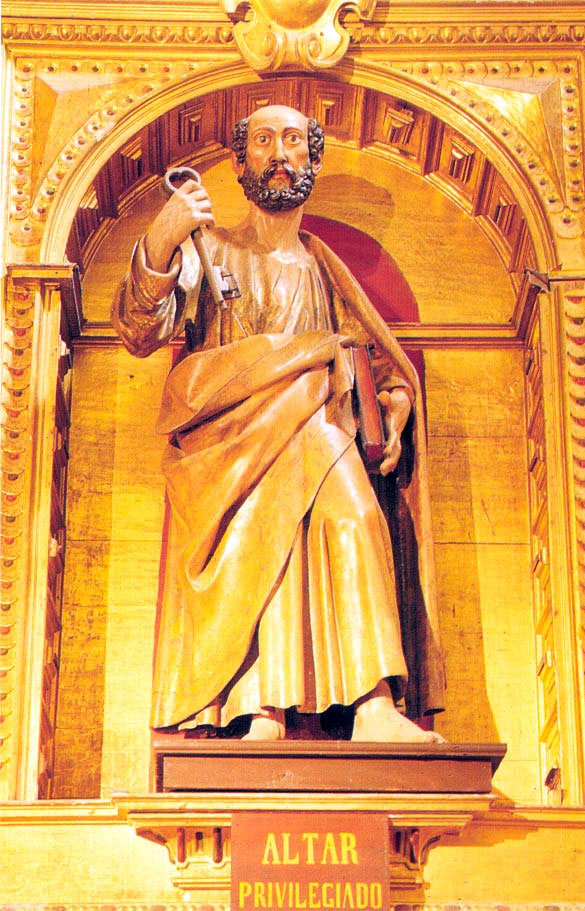
Sant Pere Apóstol, obra de Martín de Andújar Cantos.

Actualment la catedral compta amb tretze capelles. Són les següents:

### Capella de la Immaculada Concepció
La capella de la Verge Immaculada i de Sant Francesc de Paula és la primera en el Costat de l'Epístola i Costat de l'Evangeli conforme entrem, i va ser sostrada el 25 de maig de 1635. Comunica directament amb el pati dels Tarongers per una valuosa portada de pedreria.
El 7 d'abril de 1649 se li va concedir al canonge Juan Fernández de Oñate el patronat de la capella. Aquest va posar en ella el llenç de la Immaculada Concepció i un altre de Sant Francesc de Paula, que van donar nom a la capella.

### Capella de Sant Pere Apóstol
La capella de Sant Pere Apòstol, és la segona de la nau de l'Epístola segons s'entra. L'any 1570, la capella mancava de sostre. Només tenia acabada la paret davantera amb les tres restants parets a l'alçada del sostre. Està presidida per la imatge de l'Apòstol Sant Pere obra de l'escultor Martín de Andújar Cantos i el seu altar té el títol d'altar privilegiat.

### Capella de Santa Teresa de Jesús
La capella de Santa Teresa, contigua a la de Sant Pere, es va fer per posar en ella la imatge de la Verge de l'Antiga que es trobava a l'església baixa. El 22 de desembre de 1776, va prendre possessió de la capella Domingo Bignoni i Logman i en aquell moment va sentir desitjos de demostrar la seva devoció a Santa Teresa de Jesús. Va portar des de Gènova la imatge que actualment presideix l'altar i també el seu retaule de marbre i jaspi. En aquesta capella es troba el mausoleu de don Fernando de León i Castillo.

### Capella de la Nostra Senyora dels Dolors de Luján Pérez

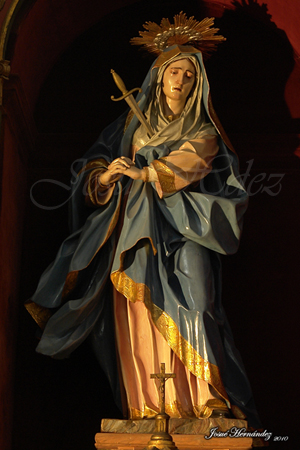
La Nostra Senyora dels Dolors, de Luján Pérez.

Avui la capella de la Verge Dolorosa és la que està a continuació de la de Santa Teresa en la nau de l'Epístola, contigua a la de Sant Josep. La primera capella dedicada a la Dolorosa va estar en la sagristia baixa de la catedral.
Destaca en la capella actual, el retaule d'estil Neoclàssic llaurat per Luján Pérez, el mateix que la imatge que la presideix, La Dolorosa, que dona nom a la capella. A la dreta conforme s'entra està l'urna amb el cos incorrupte del serf de Déu Bonaventura Codina.
La imatge mariana de la Nostra Senyora dels Dolors de Luján la va concloure Luján Pérez el 25 de desembre de 1803 i el llavors dean de la catedral anomenat Toledo desitja tenir-la amb decència a casa, per col·locar-la després en el retaule en què actualment està. Des d'aquest any el Divendres de Dolor va començar a ser festa gran en la catedral. D'aquesta nova capella de la Dolorosa va començar a sortir l'any 1928, en el matí del Divendres Sant, la "Processó de les Mantilles" juntament amb el Santíssim Crist de la Sala Capitular.

### Capella de Sant Josep
La capella de Sant Josep és l'última capella de la nau de l'Epístola. La presideix una imatge a grandària natural i llaurada en fusta per l'escultor Luján Pérez. Aquesta imatge Sant Josep té al nen Jesús en el seu braç esquerre, mentre la seva mà dreta sosté una vara de plata, completant-se el conjunt amb dos àngels al peu del sant sobre un núvol. En la testera de la capella es troben dos llenços, un de Sant Marcial de Juan de Miranda i, en l'altre costat, el llenç de Santa Maria Magdalena, d'autor desconegut i donat pel dean Toledo.
En aquesta capella descansen les restes mortals de l'insigne historiador José Viera y Clavijo, nascut en el Realejo Alto, batejat en la parròquia matriu de l'Apòstol Santiago en 1731 i mort en aquesta ciutat sent ardiaca de Fuerteventura en 1813.

### Capella Major
La capella es troba sobre una escalinata de pedreria blava de Sant Llorenç. La Verge del Cor presideix el cor de la Catedral; en la fornícula de l'altar Major, sobre un pilar, es troba la patrona de la ciutat de Las Palmas i titular de la catedral, Santa Anna; el seu autor és José de Armas Medina i la va tallar l'any 1944.

### Capella de la Verge de l'Antiga
Es troba en la mateixa testera de la part de l'Evangeli, paral·lela a la capella de Sant Josep. El retaule d'aquesta capella, com el de la capella del Sant Patriarca, és obra de Luján Pérez. La imatge flamenca de la Verge de l'Antiga és una còpia de la qual es troba en la catedral de Sevilla.
El cabildo va manar tallar l'actual imatge de la Verge l'1 d'agost de 1810.

### Capella del Santíssim
La portada interior d'aquesta capella, com la dels Dolors, pensada per entrar en el temple, és tota de pedreria amb les seves pilastres jòniques d'estil Neoclàssic. En aquesta capella està el tabernacle de Lorenzo de Campos, un quadre de la Immaculada Concepció i d'un altre de Sant Agustí. Luján Pérez va restaurar les imatges d'aquest retaule i va tallar les de Sant Pere i Sant Pau.

### Capella de Sant Gregori
Tant la capella de Sant Gregori com la de Sant Ferran es van construir paral·lelament i són com una doble capella amb un arc de pedreria al centre.

### Capella de Sant Ferran
La capella de Sant Ferran i la de Sant Gregori van ser les primeres capelles sostrades de la catedral. La capella està presidida per la imatge de Sant Ferran, patró de Sevilla, obra de l'escultora Luisa Roldán, La Roldana i als costats del retaule trobem dos llenços, un de la Verge del Pi i un altre de Sant Antoni Maria Claret.

### Capella de Santa Catalina
El retaule està presidit per un llenç del pintor sevillà Juan de Roelas. Actualment es troba en aquesta capella la imatge del Santíssim Crist que antigament presidia l'altar major de la catedral.

## La música en la catedral
La catedral de Canàries va ser el primer centre de producció musical de rellevància de les illes.
Des del segle xvi van ser diversos els mestres que van passar per la seva capella de música i que van aportar composicions de mestres famosos com Josquin Des Prés, Cristóbal de Morales, Tomás Luis de Victoria, Palestrina… però a causa dels atacs a la ciutat per part dels holandesos en 1599 no es conserven les composicions d'aquests mestres. No obstant això, sí que es conserven un salm polifònic del canonge i mestre de capella Ambrosio López i alguna obra de Bartolomé Cairasco de Figueroa, el talent poètic de la qual era molt reconegut. Entorn d'aquests dos artistes es desenvolupa una època daurada de l'activitat musical a Canàries.
La producció dels segles xvii, xviii i xix que es conserva en l'arxiu de la catedral de Las Palmas sobrepassa les dues mil peces, en la seva majoria de gran qualitat artística, minuciosament catalogada per Lola de la Torre Champsaur.
Cal destacar la presència en aquest arxiu d'obres de grans músics espanyols dels segles xvii al segle xviii, com Morales, Francisco Guerrero, Alonso Lobo, Sebastián Aguilera de Heredia, Sebastián López de Velasco, Carlos Patiño, Xuárez, Antonio Rodríguez de Hita, Antonio de Literes, Sebastián Durón, José de Nebra, Luis de Misón, Juan Francès de Iribarren, Fabián García Pacheco, etc.
Dels compositors estrangers destaca l'obra que es conserva del gran mestre portuguès del segle xvii Juan Soares Rebelo, i algunes mostres manuscrites de considerable antiguitat d'obres de Carl Philipp Emanuel Bach, Joseph Haydn, Giovanni Battista Sammartini, etc.
Al segle xviii, el valencià Joaquín García de Antonio, succeeix a Diego Durón. A partir de la segona meitat d'aquest segle, és quan es comencen a trobar composicions realitzades per autors canaris entre els quals poden destacar-se: Juan González Montañés, Antonio Oliva, Mateo Guerra, José Rodríguez Martín, Agustín José Betancur, José María de la Torre, Cristóbal José Millares Padrón, Tomás de Iriarte, etc.
Des de la fi del segle xviii s'inicia una activitat musical ciutadana recolzada per certs sectors de la burgesia i pels mateixos músics de l'església de la Concepció de La Laguna i de la catedral de Las Palmas; activitat creixent que culminaria, ben entrat el segle xix, amb l'aparició en l'arxipèlag de les dues Societats Filharmòniques més antigues d'Espanya. Aquest fet ocorreria gràcies a l'arribada a Canàries de mestres de gran talla. Fugint de la invasió napoleònica, procedent de la cort portuguesa, arriba a Las Palmas el compositor madrileny, José Palomino, qui va deixar una profunda petjada musical, tant a nivell eclesiàstic -responsoris de Nadal- com a profà -minuets i sonates per a piano-.
Al cap de poc arriba a Gran Canària el sicilià, Benito Lentini, qui no va trigar a vincular-se a la catedral, per la qual va compondre nombroses obres vocals i instrumentals de gran efecte i amb qualitats rossinianes que van eclipsar la producció dels mestres successors de Palomino, Joaquín Núñez i Manuel Jurado Bustamante.

## L'orgue de la catedral
L'orgue de la catedral és un gran instrument concebut encara dins de l'estètica barroca des del punt de vista estructural i tímbric, mentre que la seva façana ha estat dissenyada amb línies gòtiques, assimilant-se a l'arquitectura de tipus historicística de l'època.
Amb gairebé cinc metres d'ample i uns set d'alt, es tracta d'una magnífica façana plana amb set carrers, subdividits en alçada en un, dos o tres castellets amb gelosies gòtiques, i rematada per pinacles i tercelets. La façana s'enriqueix visualment amb la trompeteria horitzontal. Posseeix dos cossos, el principal i el de cadereta amb els seus corresponents teclats i secrets partits. Té 25 mitjos registres o 12 jocs i mig.

## Festivitats en la catedral de Canàries

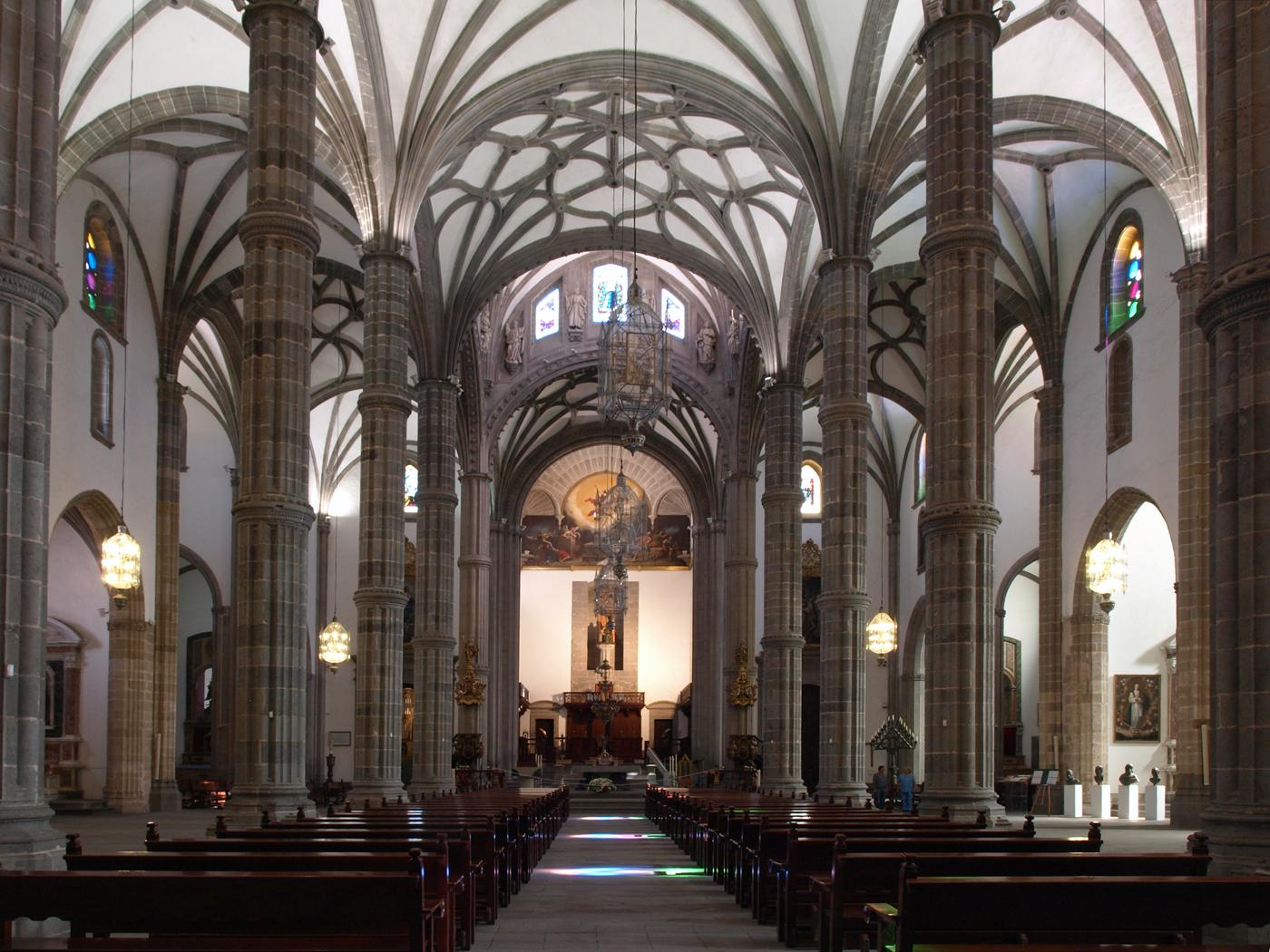
Interior de la catedral.

### Santa Anna
El 26 de juliol, dia de Santa Anna, finalitzada la missa solemne, la imatge titular sortia en processó pels carrers del temple catedralici començant un nou repic en aparèixer la creu catedralícia pel carreró de Sant Martí. I si el bisbe presidia la processó el repic durava durant tot el recorregut. Aquesta processó fora de la catedral es deu a un acord del cabildo catedral el 26 de juliol de 1539 en què es fa al·lusió al patronatge de la Santa sobre la ciutat i l'illa. Santa Anna comptava amb novenari propi que es cap a nou dies abans del 26 de juliol. Des de l'any 2008 se celebra la festivitat amb una processó claustral, és a dir, dins de la catedral, amb la imatge de Santa Anna, que presideix el retaule de la capella del Santíssim, obra de Lorenzo de Campos. I l'any 2011, de forma extraordinària, va processionar la titular de la seu, que es troba en l'altar major, la Santa Anna de José de Armas.

### La pluja de flors de l'Ascensió
És una cerimònia típica celebrada en la catedral el dia de l'Ascensió del Senyor. Aquest diumenge, finalitzada la missa, s'exposa el Santíssim Sagrament i comença el cant de tèrcies. Mentre que el Santíssim està exposat en l'altar, des de la cúpula cauen milers de pètals de flors. Acabat el cant de tèrcies es reserva el Santíssim. D'aquesta cerimònia es té constància des de 1649 gràcies al canonge Alonso Pacheco.<*ref>10

### Cultes a la Verge Maria en la catedral
En la catedral es va donar culte a La nostra Senyora de l'Antiga, a la Verge de l'O, a la Verge del Carme i també a La nostra Senyora de Belén. Actualment la catedral compta amb la capella de La nostra Senyora de l'Antiga, de la Immaculada Concepció i de La nostra Senyora dels Dolors de Luján. Tots els dissabtes en acabar la missa conventual se li canta la Salve Regina a La nostra Senyora de l'Antiga. El cant de la Salve Regina es deu a un mandat del bisbe Juan Fredes el 22 de maig de 1483.

### El Corpus Christi
La festivitat del Corpus Christi ha estat sempre la més solemne des de la conquesta de les Illes Canàries. En les vespres del Corpus hi havia fins a 2 processons clautrals amb el Santíssim Sagrament. La una després de l'hora nona i l'altra acabat el cant de maitines. Antigament el Corpus comptava amb octavari propi i es té constància des de l'any 1590. Actualment surt en processó el diumenge de Corpus, amb els carrers de Vegueta engalanades per a l'ocasió.

### Setmana Santa
En la catedral de Canàries s'ha celebrat sempre la Setmana Santa amb gran solemnitat. El Divendres Sant processiona des de 1928 el Santíssim Crist de la Sala Capitular i La nostra Senyora dels Dolors de Luján, les dues obres mestre de José Luján Pérez. El recorregut és curt, i una vegada conclòs se celebra el Sermó de les 7 Paraules.

## Efemèrides de la Catedral de Canàries

### Nostra Senyora de La Solitud de la Porteria Coronada
La imatge de La Nostra Senyora de la Solitud de la Porteria Coronada va ser coronada canònicament per mandat del papa Joan XXIII en la catedral de Canàries pel llavors bisbe Antonio Pildain y Zapiain, el 19 de març de 1964, en el 25è aniversari de la seva coronació i per clausurar l'any de gràcia amb motiu de la citada efemèride, el 19 de març de 1990 la seva Sagrada Imatge és traslladada solemnement a la catetral. En nombroses ocasions la imatge ha estat traslladada en rogacions al temple catedralici, l'última esdevinguda va tenir lloc l'any 1939 per aclamació popular i per mandat del bisbe de la Diòcesi, Monsenyor Antonio Pildain perquè finalitzés la Segona Guerra Mundial.

### Nostra Senyora del Pi Coronada
La Verge del Pi ha baixat en 51 ocasions amb motius de rogacions, falta de pluja i epidèmies. Durant aquestes estades de la Verge en el temple catedralici, que duraven entre 15 i 20 dies, la Verge ha estat visitada per milers de fidels.

### Santíssim Crist de Telde
El Santíssim Crist de Telde va ser portat a la catedral de Canàries per presidir els actes de l'Any Jubilar de 2000. La seva estada en el temple catedralici va ser de 80 dies, 15 d'ells va estar acompanyat per la Verge del Pi. Les dues imatges van presidir una processó multitudinària que va acaparar les mirades de més de 125 000 persones, segons la premsa escrita d'aquell temps. El Divendres Sant de 2000 va presidir la processó de les Mantilles juntament amb la Verge dels Dolors de Luján.

## Visites de la Família Real a la catedral
Les seves Majestats els Reis d'Espanya han visitat en diversos ocasions la catedral de Canàries; també l'han visitat els Prínceps d'Astúries. Les visites són les següents :
- Els anteriors Reis d'Espanya, Joan Carles I i Sofia de Grècia, van visitar la catedral el 21 de novembre de 2005.<[17]
- El diumenge, 26 de novembre de 2006, les seves Majestats els anteriors Reis van acudir a la missa presidida pel bisbe Francisco Cases Andreu, visitant també l'edifici del bisbat, lloc en el qual es va albergar Alfons XIII durant la seva estada a Las Palmas.[18]
- Els Prínceps d'Astúries -actuals Reis d'Espanya-, el 17 de setembre de 2008 van assistir al funeral per les víctimes de l'accident aeri ocorregut a Barajas el 20 d'agost de 2008. El funeral va estar presidit pel bisbe de la Diòcesi de Canàries, Francisco Cases Andreu.[19]

## ExposicióLa Huella y la Sendaen la catedral de Canàries
Amb motiu dels 600 anys de la creació de la diòcesi de Canàries i el V centenari de la catedral de Canàries, la diòcesi va organitzar una exposició anomenada La petjada i la senda; la mostra va ser inaugurada pel nunci apostòlic a Espanya, Manuel Monteiro de Castro, el divendres, 30 de gener, i va romandre oberta al públic fins al 30 de maig de 2004.